# 아랑사또전
《아랑사또전》은 《아랑전설》을 소재로 해 2012년 8월 15일부터 2012년 10월 18일까지 MBC에서 방송된 20부작 수목 미니시리즈이다. 첫 방송 날짜가 미루어지면서 본 방송이 시작되기 전 2012년 8월 8일‘아랑사또전 100배 즐기기’의 제목하에 스페셜을 방영하였다.

## 줄거리
민담으로 전해져 내려오는 <아랑전설>을 모티브로 천방지축 귀신 아랑과 까칠 꽃미남 사또 은오를 둘러싸고 벌어지는 일들을 그린 드라마.

## 등장 인물

### 주요 인물
- 이준기 : 김은오 역 (아역 : 구승현)
- 신민아 : 아랑 / 이서림 역 (아역 : 라솔인)
- 연우진 : 최주왈 역 (아역 : 김강민)
- 권오중 : 돌쇠 역 (아역 : 이석민) - 은오의 시종
- 한정수 : 무영 역 - 무연의 오빠, 저승사자
- 황보라 : 방울이 역 - 무당
- 김용건 : 최 대감 역
- 강문영 : 서씨 / 홍련 역 - 은오의 어머니 / 최 대감 집안의 가운을 봐주는 여인

### 밀양 식구
- 김광규 : 이방 역
- 이상훈 : 형방 역
- 민성욱 : 예방 역
- 김민재 : 거덜 역 - 최대감의 심복
- 송재룡 : 김서방 역 - 주왈의 시종

### 그 외 인물
- 노희지 : 선녀 역
- 이용이 : 이서림의 침모 역
- 설지윤 : 기생 역
- 천예원
- 강민정 : 기생 역
- 김하영 : 기생 역
- 이유경
- 최다엘 : 소년 귀신 역
- 성낙경
- 이성주
- 곽현
- 최인숙
- 지성근 : 마을 사람 역
- 고건영
- 성현준
- 김광인 : 마을 사람 역
- 김홍수 : 마을 사람 역
- 김선녀 : 돌쇠에게 물뿌린 여자 / 방울의 동업자 역
- 백윤흠 : 모녀를 위협하는 남자 역
- 이예린 : 딸과 함께 쫒기는 여자 역
- 안장훈 : 사또를 만나고 싶은 남자 역
- 강철성
- 전헌태
- 정영금 : 옷가게 상인 역
- 정나진 : 은오의 앞을 가로막은 남자 역
- 이병철 : 귀신 역
- 장태민 : 귀신 역
- 서민경
- 유필란 : 젊은 홍련 역
- 이진목 : 상인 역
- 이용녀 : 방울의 어머니 역
- 유옥주 : 마을 사람 역
- 유재익 : 김씨 역 - 마을 사람
- 반혜라 : 서씨에 대해 아는 여자 역
- 최교식 : 최 대감의 악행을 얘기하러 온 남자 역
- 전해룡 : 3년 전 최 대감 댁에서 일했던 남자 역
- 김효명 : 원귀 역
- 신원우 : 원귀 역
- 김재철 : 원귀 역
- 이병규
- 현숙희 : 보쌈 먹는 귀신 역
- 김미량
- 김추월 : 보쌈 먹는 귀신 역
- 김미리
- 임재필 : 마을 사람 역
- 성인자 : 최 대감의 악행을 얘기하러 온 여자 역
- 손정림 : 최 대감의 악행을 얘기하러 온 여자 역
- 서병덕
- 손선근 : 최 대감의 사병에게 잡혀가는 아이의 아버지 역
- 이선영
- 최윤준 : 마을 사람 역
- 신재도 : 마을 사람 역
- 김성훈 : 마을 사람 역
- 최현준 : 귀신 역
- 최남욱
- 안수정
- 강혜정
- 최익준
- 신재훈 : 마을 사람 역
- 장문규 : 마을 사람 역
- 김상일
- 정명준
- 정한헌 : 박문호 역 - 경상감영관찰사
- 박종원
- 김건호
- 김현숙
- 박설영

### 아역
- 정준원 : 어린시절 주왈을 놀리는 아이 역
- 라윤찬[2] : 어린시절 주왈을 놀리는 아이 역
- 이은빈 : 어린시절 주왈을 놀리는 아이 역
- 정재혁 : 어린시절 주왈을 놀리는 아이 역
- 최수진
- 이채은 : 엄마와 함께 쫒기는 아이 역
- 이태우 : 아버지를 살려달라 말하는 아이 역
- 이재건 : 도령 1 역
- 김민성 : 도령 2 역
- 송근영 : 도령 3 역
- 박해나 : 무연이 빙의한 아이 역
- 김재현 : 최 대감의 사병에게 잡혀가는 아이 역
- 정민건 : 낙서하는 아이 1 역
- 주수민 : 낙서하는 아이 2 역
- 강혜린 : 낙서하는 아이 3 역
- 김진웅
- 김민경 : 최 대감이 잡혀가는걸 지켜보는 아이 역
- 조용진 : 상상 속 은오의 아들 역
- 김은하 : 상상 속 은오의 딸 역
- 이도현 : 환생한 어린 은오 역
- 박민하 : 환생한 어린 아랑 역

### 특별 출연
- 유승호 : 옥황상제 역
- 박준규 : 염라대왕 역
- 임현식 : 선배 원귀 역 (2회)
- 정보석 : 지상으로 내려온 옥황상제 역 - 은오의 사부 (14, 19회)
- 윤주상 : 김응부 역 - 은오의 아버지 (16, 18회)
- 김부선 : 9대 조상 할머니 역 (17회)

### 우정 출연
- 윤도현 : 강심장 사또 역 - 아랑이 찾아간 세 번째 사또 (1회)
- 정수영 : 무당집 손님 역 (1회)
- 추헌엽 : 젊은 최대감 역 (13회)
- 임주은 : 무연 역 - 무영의 동생, 퇴출당한 선녀 (11, 13, 16~17, 19~20회)
- 이성민 : 생사부고방 문지기 역 (20회)

## 시청률
아래의 파란색 숫자는 '최저 시청률'이고, 빨간색 숫자는 '최고 시청률'입니다. 시청률조사회사와 지역별로 시청률에 차이가 있을 수 있습니다.
| 2012년      | 2012년      | 2012년         | 2012년       | 2012년         | 2012년       |
| 회차        | 방송일      | TNmS 시청률    | TNmS 시청률  | AGB 시청률     | AGB 시청률   |
| 회차        | 방송일      | 대한민국(전국) | 서울(수도권) | 대한민국(전국) | 서울(수도권) |
| ----------- | ----------- | -------------- | ------------ | -------------- | ------------ |
| 스페셜      | 8월 8일     | 5.1%           | 5.8%         | 4.9%           | 6.0%         |
| 제1회       | 8월 15일    | 14.4%          | 16.8%        | 13.3%          | 15.1%        |
| 제2회       | 8월 16일    | 14.3%          | 16.5%        | 13.2%          | 14.4%        |
| 제3회       | 8월 22일    | 16.0%          | 19.3%        | 13.2%          | 14.2%        |
| 제4회       | 8월 23일    | 16.2%          | 19.3%        | 14.4%          | 15.7%        |
| 제5회       | 8월 29일    | 12.1%          | 13.3%        | 12.4%          | 13.7%        |
| 제6회       | 8월 30일    | 14.0%          | 16.3%        | 13.0%          | 14.4%        |
| 제7회       | 9월 5일     | 13.1%          | 14.6%        | 11.7%          | 12.8%        |
| 제8회       | 9월 6일     | 11.7%          | 14.2%        | 10.9%          | 11.9%        |
| 제9회       | 9월 12일    | 17.0%          | 19.5%        | 14.1%          | 15.3%        |
| 제10회      | 9월 13일    | 17.0%          | 20.5%        | 14.5%          | 15.1%        |
| 제11회      | 9월 19일    | 15.3%          | 17.2%        | 13.8%          | 14.9%        |
| 제12회      | 9월 20일    | 14.9%          | 16.0%        | 13.1%          | 14.0%        |
| 제13회      | 9월 26일    | 13.9%          | 15.9%        | 11.7%          | 12.9%        |
| 제14회      | 9월 27일    | 14.3%          | 16.0%        | 12.5%          | 13.0%        |
| 제15회      | 10월 3일    | 15.0%          | 17.7%        | 13.3%          | 14.5%        |
| 제16회      | 10월 4일    | 13.9%          | 16.2%        | 12.9%          | 14.4%        |
| 제17회      | 10월 10일   | 13.0%          | 15.2%        | 12.6%          | 13.8%        |
| 제18회      | 10월 11일   | 13.5%          | 15.1%        | 11.4%          | 12.1%        |
| 제19회      | 10월 17일   | 13.2%          | 14.7%        | 12.4%          | 14.0%        |
| 제20회      | 10월 18일   | 13.8%          | 16.5%        | 12.4%          | 13.8%        |
| 평균 시청률 | 평균 시청률 | 14.3%          | 16.5%        | 12.8%          | 14.0%        |

## 사운드 트랙
2012년 8월 15일부터 장재인, 윤도현, 신민아, 김보경, 백지영, MC 스나이퍼, 이준기, 케이윌, 유승찬, 이기찬의 수록곡이 차례로 선공개되었다.
아래는 싱글앨범에 포함된 곡들이며, 정렬기준은 출시 순이다.

### Part.1
| #  | 제목                      | 작사   | 작곡   | 재생 시간 |
| -- | ------------------------- | ------ | ------ | --------- |
| 1. | 〈환상〉 (장재인)         | 장재인 | 강현민 | 3:47      |
| 2. | 〈환상 (inst.)〉 (장재인) |        | 강현민 | 3:47      |

### Part.2
| #  | 제목                                             | 작사   | 작곡   | 재생 시간 |
| -- | ------------------------------------------------ | ------ | ------ | --------- |
| 1. | 〈나.비.꿈 (나의 비밀스런 꿈)〉 (윤도현)         | 하원   | 황찬희 | 3:17      |
| 2. | 〈까만달〉 (신민아)                              | 강승원 | 강승원 | 3:47      |
| 3. | 〈까만달 (Harmonica)〉 (신민아)                  |        | 강승원 | 3:48      |
| 4. | 〈나.비.꿈 (나의 비밀스런 꿈) (Inst.)〉 (윤도현) |        | 황찬희 | 3:17      |
| 5. | 〈까만달 (Inst.)〉 (신민아)                      |        | 강승원 | 3:47      |

### Part.3
| #  | 제목                                  | 작사   | 작곡   | 재생 시간 |
| -- | ------------------------------------- | ------ | ------ | --------- |
| 1. | 〈놀라요〉 (김보경)                   | 김진환 | 김진환 | 3:46      |
| 2. | 〈놀라요 (Inst.)〉 (김보경)           | 김진환 | 김진환 | 3:46      |
| 3. | 〈아랑 Love Theme〉 (Various Artists) |        | 김현종 | 3:36      |
| 4. | 〈아랑전설〉 (Various Artists)        |        | 안소영 | 2:04      |
| 5. | 〈나는 누구인가〉 (Various Artists)   |        | 김현종 | 3:35      |
| 6. | 〈New World〉 (Various Artists)       |        | 안소영 | 3:19      |

### Part.4
| #  | 제목                                  | 작사   | 작곡   | 재생 시간 |
| -- | ------------------------------------- | ------ | ------ | --------- |
| 1. | 〈사랑아 또 사랑아〉 (백지영)         | 유영석 | 유영석 | 4:52      |
| 2. | 〈사랑아 또 사랑아 (Inst.)〉 (백지영) | 유영석 | 유영석 | 4:52      |

### Part.5
| #  | 제목                           | 작사        | 작곡                      | 재생 시간 |
| -- | ------------------------------ | ----------- | ------------------------- | --------- |
| 1. | 〈탈춤〉 (MC 스나이퍼)         | MC 스나이퍼 | 석재, 나은정, MC 스나이퍼 | 3:31      |
| 2. | 〈탈춤 (Inst.)〉 (MC 스나이퍼) | MC 스나이퍼 | 석재, 나은정, MC 스나이퍼 | 3:31      |

### Part.6
| #  | 제목                        | 작사   | 작곡   | 재생 시간 |
| -- | --------------------------- | ------ | ------ | --------- |
| 1. | 〈하루만〉 (이준기)         | 박근철 | 박근철 | 3:41      |
| 2. | 〈하루만 (Inst.)〉 (이준기) |        | 박근철 | 3:41      |

### Part.7
| #  | 제목                               | 작사           | 작곡   | 재생 시간 |
| -- | ---------------------------------- | -------------- | ------ | --------- |
| 1. | 〈사랑은 그대다〉 (케이윌)         | 조은희, 이경미 | 황찬희 | 4:31      |
| 2. | 〈사랑은 그대다 (Inst.)〉 (케이윌) | 조은희, 이경미 | 황찬희 | 4:31      |

### Part.8
| #  | 제목                                   | 작사   | 작곡          | 재생 시간 |
| -- | -------------------------------------- | ------ | ------------- | --------- |
| 1. | 〈신기루〉 (유승찬)                    | 서지음 | John Paul Lam | 4:00      |
| 2. | 〈신기루 (Inst.)〉 (유승찬)            |        | John Paul Lam | 4:00      |
| 3. | 〈은오〉 (Various Artists)             |        | 동민호        | 4:49      |
| 4. | 〈The White Stairs〉 (Various Artists) |        | 안소영        | 3:03      |
| 5. | 〈셜븐살매〉 (Various Artists)         |        | 박요한        | 3:08      |
| 6. | 〈아랑의 꿈〉 (Various Artists)        |        | 김현종        | 2:09      |

### Part.9
| #  | 제목                          | 작사   | 작곡   | 재생 시간 |
| -- | ----------------------------- | ------ | ------ | --------- |
| 1. | 〈외쳐본다〉 (이기찬)         | 이기찬 | 박성일 | 2:56      |
| 2. | 〈외쳐본다 (Inst.)〉 (이기찬) |        | 박성일 | 2:56      |

### Special Edition

#### CD 1
| #   | 제목                                     | 작사           | 작곡                      | 재생 시간 |
| --- | ---------------------------------------- | -------------- | ------------------------- | --------- |
| 1.  | 〈환상〉 (장재인)                        | 장재인         | 강현민                    | 3:47      |
| 2.  | 〈나.비.꿈 (나의 비밀스런 꿈)〉 (윤도현) | 하원           | 황찬희                    | 3:17      |
| 3.  | 〈까만달〉 (신민아)                      | 강승원         | 강승원                    | 3:47      |
| 4.  | 〈사랑아 또 사랑아〉 (백지영)            | 유영석         | 유영석                    | 4:52      |
| 5.  | 〈놀라요〉 (김보경)                      | 김진환         | 김진환                    | 3:46      |
| 6.  | 〈탈춤〉 (MC 스나이퍼)                   | MC 스나이퍼    | 석재, 나은정, MC 스나이퍼 | 3:31      |
| 7.  | 〈하루만〉 (이준기)                      | 박근철         | 박근철                    | 3:41      |
| 8.  | 〈사랑은 그대다〉 (케이윌)               | 조은희, 이경미 | 황찬희                    | 4:31      |
| 9.  | 〈외쳐본다〉 (이기찬)                    | 이기찬         | 박성일                    | 2:56      |
| 10. | 〈신기루〉 (유승찬)                      | 서지음         | John Paul Lam             | 4:00      |
| 11. | 〈하루만 (Inst.)〉 (이준기)              |                | 박근철                    | 3:41      |
| 12. | 〈사랑은 그대다 (Inst.)〉 (케이윌)       | 조은희, 이경미 | 황찬희                    | 4:31      |
| 13. | 〈외쳐본다 (Inst.)〉 (이기찬)            |                | 박성일                    | 2:56      |
| 14. | 〈신기루 (Inst.)〉 (유승찬)              |                | John Paul Lam             | 4:00      |

#### CD 2
| #   | 제목                                     | 작곡   | 재생 시간 |
| --- | ---------------------------------------- | ------ | --------- |
| 1.  | 〈아랑 전설〉 (Various Artists)          | 안소영 | 2:06      |
| 2.  | 〈아랑 Love Theme〉 (Various Artists)    | 김현종 | 3:37      |
| 3.  | 〈A Garden Of Heaven〉 (Various Artists) | 동민호 | 3:07      |
| 4.  | 〈셜븐살매〉 (Various Artists)           | 박요한 | 3:09      |
| 5.  | 〈New World〉 (Various Artists)          | 안소영 | 3:21      |
| 6.  | 〈나는 누구인가〉 (Various Artists)      | 김현종 | 3:37      |
| 7.  | 〈셔털구털〉 (Various Artists)           | 박요한 | 2:18      |
| 8.  | 〈산책〉 (Various Artists)               | 동민호 | 2:44      |
| 9.  | 〈아랑의 추억〉 (Various Artists)        | 김현종 | 2:05      |
| 10. | 〈Destiny〉 (Various Artists)            | 안소영 | 3:14      |
| 11. | 〈은오〉 (Various Artists)               | 동민호 | 4:50      |
| 12. | 〈아랑의 꿈〉 (Various Artists)          | 김현종 | 2:10      |
| 13. | 〈The White Stairs〉 (Various Artists)   | 안소영 | 2:05      |
| 14. | 〈Murderous〉 (Various Artists)          | 김현종 | 2:31      |
| 15. | 〈덕호들〉 (Various Artists)             | 박요한 | 3:02      |
| 16. | 〈대무녀〉 (Various Artists)             | 동민호 | 4:05      |
| 17. | 〈다소니 혜윰〉 (Various Artists)        | 박요한 | 3:21      |

## 뒷이야기
- 2012년 런던 올림픽로 첫 방송이 8월 15일로 연기되었다.[5][6]

## 수상
- 2012년 MBC 연기대상
  - 베스트 커플상 : 이준기, 신민아
- 2013년 제8회 서울드라마어워즈 한류드라마상 부문 최우수 작품상
- 2013년 제8회 서울드라마어워즈 한류드라마상 부문 남자배우상 이준기

## 경쟁작
- 각시탈 (KBS2, 2012년 5월 30일 ~ 2012년 9월 6일)
- 세상 어디에도 없는 착한 남자 (KBS2, 2012년 9월 12일 ~ 2012년 11월 15일)
- 아름다운 그대에게 (SBS, 2012년 8월 15일 ~ 2012년 10월 4일)
- 대풍수 (SBS, 2012년 10월 10일 ~ 2013년 2월 7일)